# IWI Tavor
O IWI TAR-21 é um fuzil de assalto bullpup de origem israelense. Tendo o nome "TAR-21" com o significado de "Fuzil de assalto Tavor - Século XXI" (Inglês: Tavor Assault Rifle - 21st Century). O modelo avançado Tavor 2 da TAR-21 foi selecionado como um futuro fuzil de assalto para as forças de defesa israelenses e nos próximos anos será adotada como a arma de infantaria padrão.
O Tavor foi desenhado e é produzido pela Israel Weapon Industries (IWI).
Graças a sua configuração em Bullpup, o fuzil automático Tavor tem seu centro de gravidade na parte traseira, oque permite uma rápida aquisição do alvo e fornece a opção de disparo de arma com apenas uma mão. Devido a essa configuração o comprimento total da arma pode ser significativamente reduzido sem modificar o comprimento do cano, permitindo manobrabilidade em espaços confinados, mesmo mantendo sua letalidade a longas distancias.
O fuzil TAR-21 pertence a família de fuzis Tavor, que incluem as variáveis atuais TAVOR TAR (plataforma 5,56X45mm com cano maior), TAVOR CTAR (plataforma 5,56X45mm com cano menor), TAVOR 7 (plataforma de calibre 7.62X51mm), TAVOR TS12 (plataforma calibre 12), X95 419 (plataforma de calibre 5,56X45mm com cano maior), X95 330 (plataforma de calibre 5,56X45mm com cano menor), X95-R 419 (plataforma 5,45X39mm com cano maior), X95-R 330 (plataforma 5,45X39mm com cano menor), X95 SMG (plataforma 9X19mm) e X95-S SMG (plataforma 5,45X39mm).   

## Design

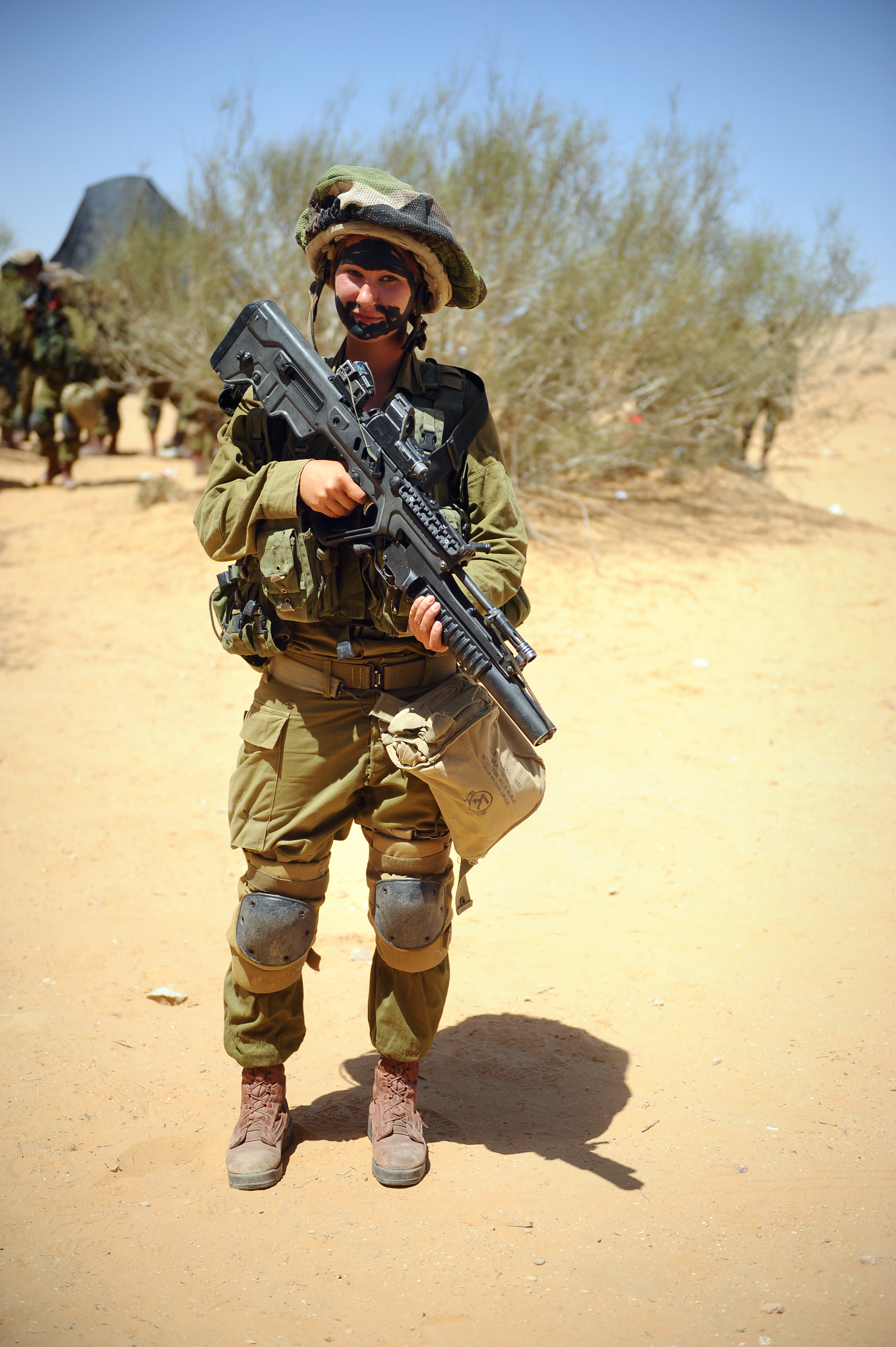
Uma soldada israelense com um GTAR-21 com um lança-granadas acoplado.

O TAR-21 utiliza um design bullpup, como aqueles utilizados no fuzis de assalto FAMAS, SA-80, Steyr AUG. Os fuzis de conceito bullpup estão configurados num design em que todo o sistema de alimentação da arma se situa no interior da coronha, atrás do gatilho; um design que torna a arma mais curta. A TAR-21 possui pontos de ejeção em ambos os lados da arma de modo a ser facilmente reconfigurada para atiradores que utilizem tanto a mão direita como a esquerda.
O desenvolvimento do Tavor, está substituindo os já envelhecidos M16A1, CAR-15, IWI Galil e os M4 mais novos, mas com deficiências em operar no deserto, começou em 1991 na Israel Military Industries (IMI, agora privatizada como IWI – Israeli Weapons Industries Ltd) em cooperação com as IDF designado TAR-21 (Rifle de Assalto Tavor, para o século XXI). Foi divulgado em 1998 quando anunciou-se sua adoção pelas IDF, e foi testado durante 1999-2002.
Logo no início ele mostrou ter alguns problemas, mas agora que seu uso é generalizado na IDF e muitos desses defeitos foram sanados. Ele também é utilizado pelas forças de operações especiais da Índia e da Geórgia.
O design do TAR-21 é baseado numa engenharia ergonômica avançada e em materiais compostos de modo a produzir um fuzil mais confortável e leve. O TAR-21 é à prova de água e mais leve que uma carabina M4. A variável TAVOR TAR INTEGRAL e TAVOR CTAR INTEGRAL inclui também uma mira Holográfica integrada que pode também ser substituída com outras miras, sistemas de visão noturna e outros aparelhos eletrônicos.
O fuzil utiliza um pistão de gases tradicional fixado no transportador do ferrolho, o trancamento do ferrolho é feito por rotação. O cilindro de gases está localizado acima do cano e é totalmente vedado. A cabeça de trancamento é semelhante ao do M16 com 7 ressaltos de trancamento, com mais um alocado no extrator. A ejeção dos cartuchos deflagrados é pode ser feita tanto pelo lado esquerdo como pelo direito, para utilizar essa função é necessário montar a cabeça de trancamento com o ejetor para o lado que se quer que os cartuchos sejam ejetados, mas para fazê-lo é necessário que a arma esteja semidesmontada. O transportador do ferrolho tem uma haste guia para o regresso, com a mola de recuperação está localizada acima dele dentro do pistão. A alavanca de manejo fica na parte frontal da arma ela não retrocede junto com o ferrolho quando a arma é disparada e ela pode ser montada para ambos os lados, para facilitar a operação por atiradores canhotos, também por esse motivo ele possui um seletor de tiro ambidestro.
De forma geral, o TAR-21 é um grande representante da geração atual de fuzis de assalto, que compartilham todas as modernas características como o formato bullpup, caixa da culatra em polímero, mira óptica para rápida visualização, design modular com varias configurações.
A IWI também desenvolveu uma versão civil só que limitada a fogo semiautomático que assim como o micro Tavor que já foi exportado para os EUA, Canadá e diversos países da Europa.

## Variantes

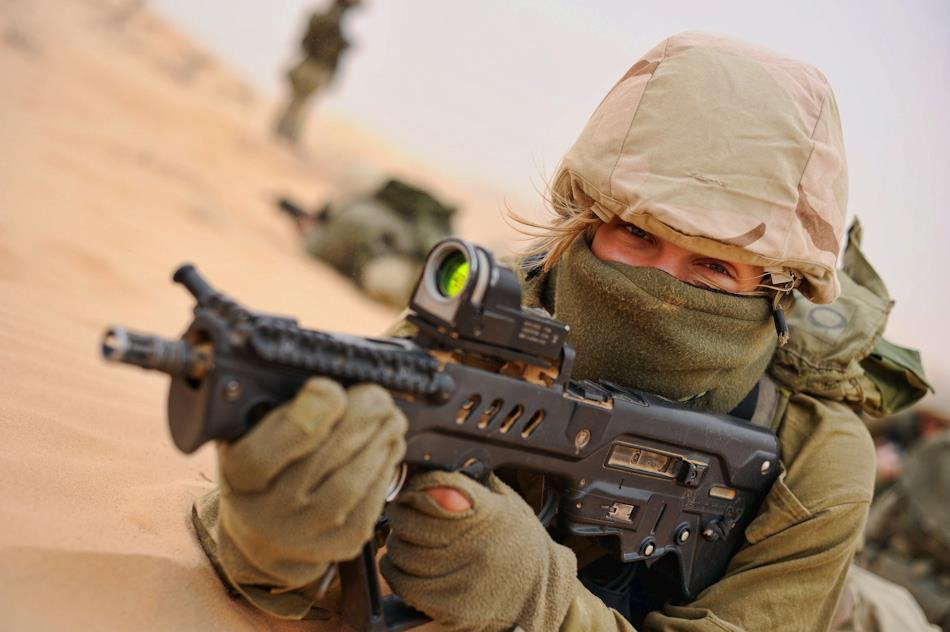
Uma soldada israelense com sua Tavor TAR 21.

As variantes estão disponível em várias configurações quem tem por diferença o comprimento do cano mudança de calibre e alguns acessórios. 

### TAVOR TAR
O Tavor de configuração básica possui um cano com 457mm (18" polegadas) e tamanho total de 725mm. A arma somente, pesa aproximadamente 3,6 kg. Cadencia de 750 a 950 tiros por minuto. Calibre 5,56X45mm.
A TAR-21 tem também várias semelhanças com a SAR-21, o qual é devido às relações entre as indústrias de defesa de Israel e da Singapura.

### TAVOR CTAR
Possui cano com 380mm (15" polegadas) e tamanho total de 640 mm. A arma somente, pesa aproximadamente 3,5 kg. Cadencia de 750 a 950 tiros por minuto. Calibre de 5,56X45mm.

### TAVOR 7
Cano com 432mm (17″ polegadas) e tamanho total de 730 mm. A arma somente, pesa aproximadamente 4,1kg sem carregador. Cadencia de 600 a 900 tiros por minuto. Calibre de 7.62X51mm. 

### TAVOR TS12
Cano com 470mm (18.5” polegadas) e tamanho total de 720mm (28.34” polegadas), sem incluir o choke (estrangulamento). A arma somente, pesa aproximadamente 3.6 kg. Calibre de 12.(Ga).

### X95 419
Cano com 419mm (16.5″ polegadas) e tamanho total de 670mm. A arma somente, pesa aproximadamente 3,4kg. Calibre de 5,56X45mm. 

### X95 330
Cano com 330mm (15″ polegadas) e tamanho total de 580mm. A arma somente, pesa aproximadamente 3,3kg. Calibre de 5,56X45mm. O modelo atual da arma possui uma ligeira diferença no punho da arma, quando comparado com a versão citada acima.

### X95-R 419
Cano com 419mm (16.5″ polegadas) e tamanho total de 670mm. A arma somente, pesa aproximadamente 3,4kg. Calibre de 5,56X39mm. 

### X95-R 330
Cano com 330mm (15″ polegadas) e tamanho total de 580mm. A arma somente, pesa aproximadamente 3,3kg. Calibre de 5,45X39mm. Essa versão possui um guarda-mato maior quando comparado com a versão citada acima. 

### X95 SMG
Cano com 279mm (11″ polegadas) e tamanho total de 580mm. A arma somente, pesa aproximadamente 3,2kg. Calibre de 9X19mm.

### X95-S SMG
Cano com 279mm (11″polegadas) e tamanho total de 650mm. A arma somente, pesa aproximadamente 3,6kg. Calibre de 5,45X39mm. Quando comparada com a versão acima possui um supressor embutido  

## Serviço
O TAR-21 foi distribuída por tropas da Brigada Givati durante a Operação Escudo Defensivo, recebendo revisões bastantes favoráveis. Visto por alguns como um design futurista, o conceito bullpup existe na verdade desde os anos 40 quando o Reino Unido desenvolveu os fuzis de assalto EM-1 e EM-2. Os resultados iniciais do Tavor têm sido favoráveis - o TAR-21 é significativamente mais exato e de confiança que o M4 segundo testes de campo - mas as batalhas provaram que que o atual Colt M16 ao serviço de Israel e as suas variantes continuarão em serviço durante mais alguns anos; devido na maior parte ao seu preço por unidade que é um terço do Tavor.
Devido ao grande número de fuzis M16 e M16A2 no inventário das forças armadas israelenses, deverá demorar cerca 4-5 anos até que o Tavor torne-se o fuzil padrão de todos os soldados israelitas. Contudo a arma já está a ser utilizada por muitas forças especiais; tendo sido inclusive encomendada pela Índia e Geórgia para as suas forças especiais em quantidades significativas.
Desde 2009, a Taurus, fabricante brasileira de armas e munições, com sede no Rio Grande do Sul, tem licença para fabricação do TAR-21. A intenção é produzir e vender o fuzil para uso das polícias militares estaduais e exército brasileiro.